# Mount Mueller, Antarktis
Mount Mueller är ett berg i Antarktis. Det ligger i Östantarktis. Australien gör anspråk på området. Toppen på Mount Mueller är 1 057 meter över havet.
Terrängen runt Mount Mueller är huvudsakligen platt, men österut är den kuperad. Terrängen runt Mount Mueller sluttar brant österut. Trakten är obefolkad. Det finns inga samhällen i närheten.